# Der Streit um die Farbe
Der Streit um die Farbe (La Querelle du coloris) ist der Name einer ästhetischen Debatte des letzten Viertels des 17. Jahrhunderts, die die Maler in Frankreich beschäftigte.
Der Kunsttheoretiker Roger de Piles veröffentlichte 1673 einen Essay mit dem Titel Dialogue sur le coloris. In diesem Werk lobte er das Werk von Rubens, dessen Werk sich mehr durch Farbe auszeichnet als durch die Zeichnung. Diese Position überzeugte maßgeblich den Duc de Richelieu, einen Neffen Kardinal Richelieus, sein Interesse an dem Werk Poussins fallen zu lassen und eine Sammlung von Rubensbildern zu schaffen.
Dieser Debatte ging ein Widerstreit voraus, der in der Renaissance die Anhänger des Neuplatonismus in Florenz (Die Schönheit ist nur eine Idee.) des Michelangelo und die Anhänger des Aristotelismus Venedigs (Die Schönheit ist gegenständlich, materiell.) des Tizian trennten. Es war jedoch in Paris unter der Regierungszeit Ludwig XIV., dass die Debatten an Heftigkeit zunahmen. Der Streit war einerseits rein theoretisch; aber er wurde auch polemisch geführt, denn Flugblätter (Schmähkritik) und Pamphlete mit einer gewissen Heftigkeit begleiteten den Streit.
Der Streit endete zu Gunsten der Inhaber der Farbe gegen die des Zeichenstifts und öffnete den Weg für Maler wie Antoine Watteau, François Boucher und Jean-Honoré Fragonard. Die gleichen Fragen stellten sich im folgenden Jahrhundert, als der Klassizismus von Jacques-Louis David und Jean-Auguste-Dominique Ingres der Romantik von Eugène Delacroix und Théodore Géricault gegenüberstanden.